# Älvsborgsbron
Älvsborgsbron ist eine Hängebrücke, die in der Hafeneinfahrt von Göteborg den Göta älv überquert. Sie ist 933 m lang und hat eine Spannweite von 418 m und eine Durchfahrtshöhe von 45 m. Die sechs Fahrspuren hängen an zwei 107 m hohen Pylonen. Die Brücke wurde von Sven Olof Asplund konstruiert. Baubeginn war 1963 und wurde 1966 vom damaligen Verkehrsminister Olof Palme eingeweiht.
Die Älvsborgsbron verbindet Göteborg mit den Industriegebieten auf der Insel Hisingen. Sie wird täglich von etwa 65.000 Fahrzeugen passiert.
Die Brücke wurde für die Leichtathletik-Weltmeisterschaft 1995 in Göteborg grün gestrichen. Die Arbeiten begannen 1993 und verbrauchten rund 36.000 Liter Farbe.
Die Brücke diente als Ziellinie für das Volvo Ocean Race  2005/06.